# Karin Isakson
Karin Charlotte "Kakan" Isakson (egentligen Isaksson), född 4 mars 1984 i Jönköping, är en svensk före detta handbollsspelare. Hon är högerhänt och var niometersspelare.

## Karriär
Karin Isakson startade sin handbollskarriär i IF Hallby HK. I Hallby debuterade hon i elitserien då laget tog sig dit säsongen 2002-2003. Samtidigt som Hallby blev nedflyttade 2004 bytte Isakson klubb till Önnereds HK i Göteborg. I Önnered spelade hon i tre säsonger, 2004–2007. Hon värvades sedan av IK Sävehof, den svenska damhandbollens stora klubb på 2000-talet. Här fick hon sitt genombrott som handbollsspelare. SM-finalen 2008 förlorades till Skövde HF men åren 2009–2012 blev Isakson fyrfaldig svensk mästare i Sävehof. Efter att ha vunnit finalen 2012 slutade hon med elithandboll.
4 maj 2006 spelade Isakson sin debutlandskamp mot Norge. Under åren i Sävehof mästerskapsdebuterade Karin Isakson i landslaget. Det var EM 2008 i Makedonien, som blev hennes första turnering. 2009 spelade hon sedan bland annat kvalet till VM 2009 i Kina. Isakson blev också uttagen till VM 2009 i Kina. Det blev hennes enda två mästerskapsturneringar. Sista landskampen mot Tunisien i VM 2009. Hon spelade sammanlagt 24 landskamper 2006–2009 och stod för 47 mål i landslaget.